# يانج يوانكينج
يانج يوانكينج (بالصينية المبسطة: 杨元庆; بالصينية التقليدية: 楊元慶;بالبينيين: Yáng Yuánqìng، ولد في 1964) رجل أعمال صيني والرئيس التنفيذي الحالي لشركة الحواسيب العالمية لينوفو . انضم يانج إلى شركة لينوفو عام 1989، بعد حصوله على شهادة الماجستير من جامعة العلوم والتقنية بالصين عام 1988 .وفقا لتقرير هورون 2013 لقائمة أغنياء الصين، لديه ثروة تقدر بحوالي 620 مليون دولار في المرتبة 533 من أغنياء الصين.

## النشأة والتعليم
ولد يانغ في 12 نوفمبر 1964، لأب وأم يعملان كجراحيين. ترعرع فقيرا وقضى يانغ طفولته في هفى في اقليم انهوي. عانى الآباء يانغ الاضطهاد المتكررة خلال الثورة الثقافية. والد يانغ يانغ فورونج، كان رجلا منضبطا مع معايير صارمة. وقال يانغ عن والده، «إذا حدد هدف، بغض النظر عن ما حدث، فإنه يريد الوصول إليه». في حين يريد أبواه له ممارسة مهنة في مجال الطب، وكان قد نشأ علي هواية الأدب، قرر يانغ دراسة علوم الكمبيوتر بناء على نصيحة من صديق العائلة الذي كان أستاذا جامعيا. يانغ حصل على شهادة البكالوريوس في علوم الكمبيوتر من جامعة شانغهاي جياو تونغ في عام 1986، وتخرج مع درجة الماجستير من جامعة العلوم والتكنولوجيا في الصين في عام 1988.

## الجوائز والإنجازات

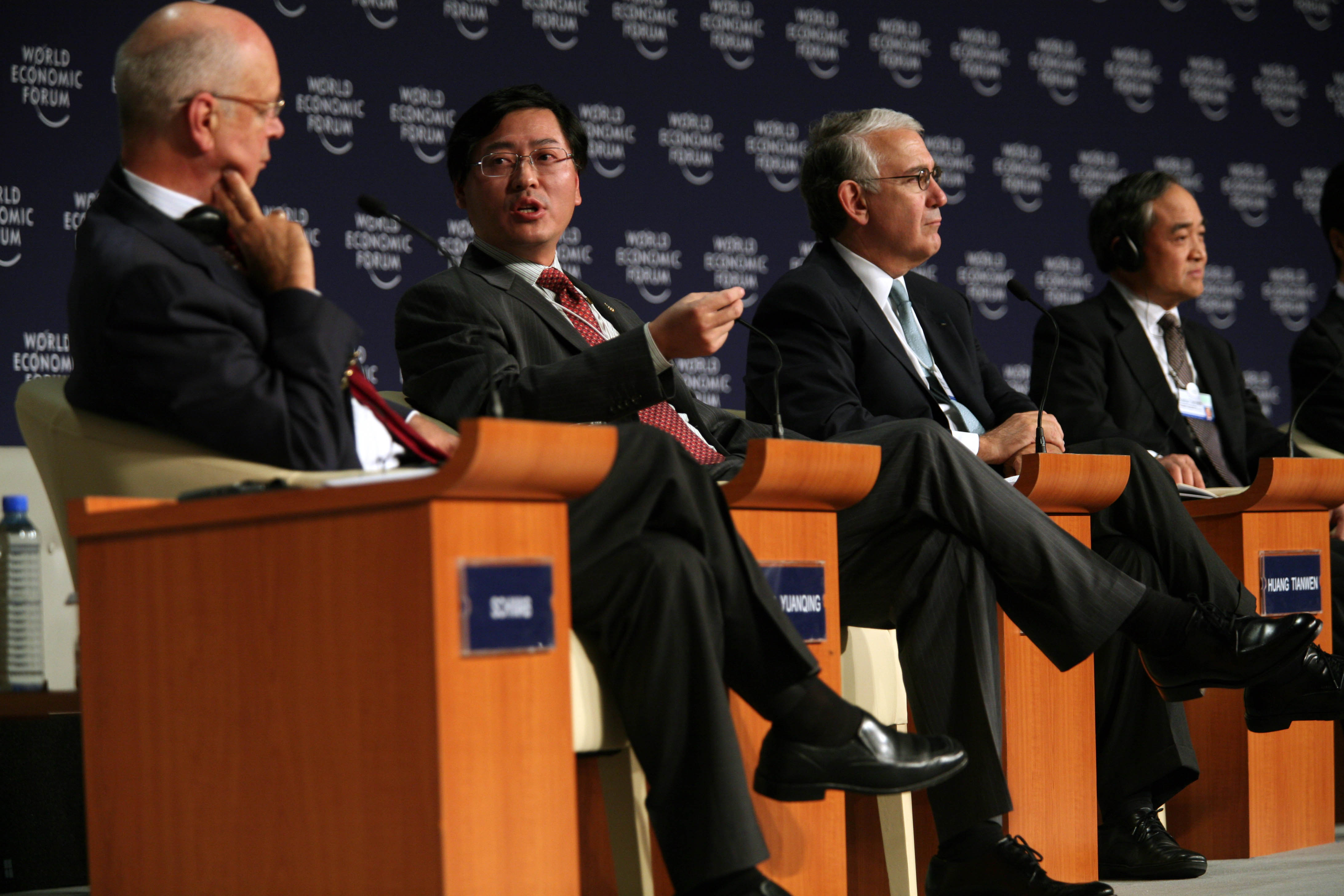
يانج يوانكينج في الاجتماع السنوي للمنتدى الاقتصادي العالمي للأبطال الجدد في تيانجين، الصين 28 سبتمبر

مُنح يانغ ميدالية "شباب مايو الرابع"، من قبل اتحاد الشباب لعموم الصين في عام 1999. وفي عام 1999 و2001 لقبته مجلة "بيزنيس الأسبوع" واحدا من "نجوم آسيا". وفي عام 2004 أدرج من بين "25 رجل أعمال الأكثر نفوذا في آسيا" من قبل مجلة "فورتشن آسيا". في عام 2008 اسمته "فوربس آسيا" يانغ "رجل أعمال العام.وفي عام 2011 مجلة "آسيا المالية" لقبته "أفضل مدير تنفيذي في الصين".
في ديسمبر 2012، يانغ لقب بواحد من «الارقام الاقتصادية الصينية علي 2012 CCTV» في حفل توزيع جوائز متلفز. تلقى يانغ نفس الجائزة في عام 2004. وخلال الحفل قال يانغ: «لدي حلم أن لينوفو سوف تصبح فخر للصين في صناعة تكنولوجيا المعلومات. لينوفو هو نضال حياتي ووظيفيتي، ولقد استثمرت كل طاقتي في ذلك. واعتقد جازما أن لينوفو، وهو منتج من الصين، سوف يقف على قمة الساحة العالمية. كما ترون الآن، ويجري تحقيق حلمنا خطوة بخطوة».